# Марково (Кировоградская область)
Ма́рково (укр. Маркове) — село в Добровеличковской поселковой общине Новоукраинского района Кировоградской области Украины.
До 2020 года входило в Добровеличковский район
Население по переписи 2001 года составляло 324 человека. Почтовый индекс — 27011. Телефонный код — 5253. Занимает площадь 1,162 км². Код КОАТУУ — 3521783501.